# GNOME Videos
GNOME Videos (ранее известный как Totem) — свободный медиаплеер (аудио и видео) для рабочей среды GNOME.
Начиная с GNOME версии 2.1 GNOME Videos официально является её частью.
GNOME Videos использует GStreamer для воспроизведения, однако до версии 2.27.1 он мог использовать и Xine.

## Возможности
- Интеграция со средой GNOME и файловым менеджером GNOME Files.
- Проигрывание дисков DVD, VCD и CD.
- Регулировка изображения.
- Изменяемое соотношение сторон изображения.
- Субтитровая и языковая поддержка.
- Поддержка различных конфигураций многоканального звука.
- Файлы визуализаций (при проигрывании аудиофайлов).
- Поддержка LIRC.
- Поддержка плей-листов.